# Madagaskarzeearend
De madagaskarzeearend (Icthyophaga vociferoides synoniem: Haliaeetus vociferoides) is een roofvogel uit de familie van Accipitridae (Havikachtigen). De vogel werd in 1845 geldig beschreven door de Franse vogelkundige Marc Athanese Parfait Oeillet Des Murs. De soort werd door Des Murs ingedeeld bij het geslacht  Haliaeetus (zeearenden), maar op grond van moleculair genetisch onderzoek gepubliceerd in 2018 werd besloten de soort in het geslacht  Icthyophaga te plaatsen. Het is een ernstig bedreigde, endemische vogelsoort uit Madagaskar.

## Kenmerken
De vogel is 70 tot 80 cm lang. Het is een grote soort zeearend. De vogel is overwegend donker roodbruin, de kruin is donkerbruin terwijl de "wangen" en de keel daarentegen licht, bijna wit zijn. De staart is kort en wit. Onvolwassen vogels hebben een donkere staart en zijn bruin gevlekt. De vogel jaagt laag over het water en kan urenlang stil zitten in een grote boom.

## Verspreiding en leefgebied
Deze soort komt voor aan de westkant van Madagaskar. Het leefgebied bestaat uit een combinatie van grote wateren zoals meren of de zee met bebost gebied waarin vooral grote bomen staan.

## Status
De madagaskarzeearend heeft een zeer klein verspreidingsgebied en daardoor is de kans op uitsterven aanwezig. De grootte van de populatie werd in 2016 door BirdLife International geschat op 240 volwassen individuen en de populatie-aantallen nemen af. Het leefgebied wordt bedreigd door ontbossing en het in rijstcultuur brengen van kustgebieden. Daarnaast wordt de vogel nog als concurrent voor de visserij beschouwd en daarom soms vervolgd. Om deze redenen staat deze soort als ernstig bedreigd (kritiek) op de Rode Lijst van de IUCN.